# Tibellus fengi
Tibellus fengi es una especie de araña cangrejo del género Tibellus, familia Philodromidae. Fue descrita científicamente por Efimik en 1999.

## Distribución
Esta especie se encuentra en Rusia, China y Japón.